# Xylocopa caerulea
Xylocopa caerulea is een houtbij die veel in zuidoost Azië, het zuiden van China en in India voorkomt. De bij nestelt zich in dood hout en leeft solitair.
De bij heeft een opvallende blauwe kleur; er zitten stevige blauwe haren op het borststuk, en kortere en dunnere blauwe haren op de zijkant van de buik. 
De wetenschappelijke naam van de soort is voor het eerst geldig gepubliceerd in 1804 door Fabricius.